# Anania labeculalis
Anania labeculalis là một loài bướm đêm trong họ Crambidae.